# Теофилакт Рангаве
Теофилакт Рангаве (на гръцки: Θεοφύλακτος ὁ Ραγκαβές, Theophylaktos Rhangabe, fl. 780) е византийски патриций и адмирал. Той е баща на византийския император Михаил I (упр. 811 – 813).
Женен е за Прокопия. Той е баща на император Михаил I, който управлява от 811 до 813 г. в Константинопол, и дядо на византийския съимператор Теофилакт Рангаве (упр. 811 – 813).
Той е друнгарий (адмирал, флотски командир) на Додеканези (в южно Бяло море). През 780 г., 40 дена след възкачването на трона на Ирина Атинянката на 8 септември 780 г., Теофилакт Рангаве е в една заговорническа група, която планува да възкачи като император Никифор, син на император Константин V (упр. 741 – 775). След разкриването на заговора той заедно с други заговорници е бит обеществено с камшик, остриган за монах и изгонен.